# محمد يوسف (لاعب كرة قدم قمري)
محمد يوسف (26 مارس 1988 في فرنسا - ) (بالفرنسية: Mohamed Youssouf)‏ هو لاعب كرة قدم فرنسي في مركز الوسط. شارك مع منتخب جزر القمر لكرة القدم. أما مع النوادي، فقد لعب مع إيرغوتيليس ونادي أميين ونادي فان ونادي كريتيل ونادي لوهافر ويلعب في موسم 2022-2023 مع نادي أجاكسيو.

## وصلات خارجية
- محمد يوسف على موقع الاتحاد الدولي (مؤرشف)  (الإنجليزية)
- محمد يوسف على موقع رابطة كرة القدم الفرنسية للمحترفين (الإنجليزية)
- محمد يوسف على موقع قاعدة بيانات كرة القدم.إي يو (الإنجليزية)
- محمد يوسف على موقع ليكيب (الفرنسية)
- محمد يوسف على موقع ناشيونال فوتبول تيمز (الإنجليزية)
- محمد يوسف على موقع Soccerway.com (الإنجليزية)